# لواء عي

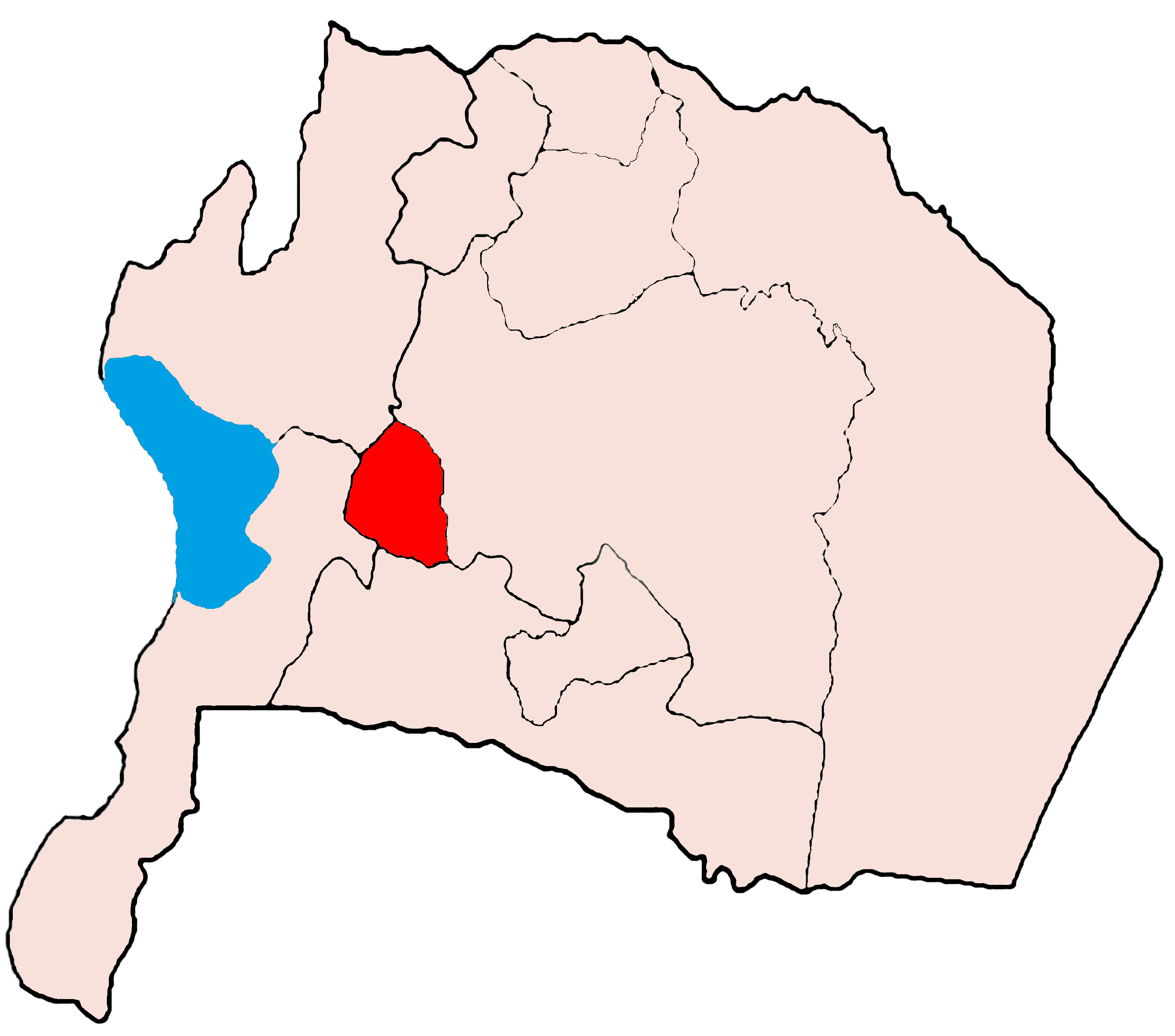
لواء عي

لواء عي أحد ألوية محافظة الكرك الأردنية. ويشمل ثلاث قرى هي عي وجوزا وكثربا ومركزه عي.

## الزراعة
تشتهر بزراعة الزيتون والعنب والتين والرمان وفيها أراضي خصبة لزراعة الحبوب ويوجد فيها عدد كبير من الينابيع العذبة وكان أهل مؤتة والمزار والعدنانية يأتون إليها في الصيف لأخذ المياه.